# یواس‌اس استیونسن (دی‌دی-۶۴۵)
یواس‌اس استیونسن (دی‌دی-۶۴۵) (به انگلیسی: USS Stevenson (DD-645)) یک کشتی بود که طول آن ۳۴۸ فوت ۳ اینچ (۱۰۶٫۱۵ متر) بود. این کشتی در سال ۱۹۴۲ ساخته شد.